# Baroni Koryntu
Baroni Koryntu – władcy państwa łacińskiego, istniejącego w Grecji w latach 1358-1424. 

## RódAcciaiuoli
- Niccolò Acciaiuoli 1358-1365
- Angelo Acciaiuoli 1365-1371
- Nerio I Acciaiuoli 1371-1394
- Bartolomea Acciaiuoli 1394-1397
- Korynt pod władzą Szpitalników z Rodos 1397-1404
- Teodor I Paleolog 1404-1407 (despota Morei)
- Teodor II Paleolog 1407-1421 (despota Morei)
- Antoni I Acciaiuoli 1421-1424